# 샤이걸
샤이걸(Shygirl, 1993년 5월 4일 ~ )은 잉글랜드의 래퍼, DJ, 싱어송라이터, 음악 프로듀서이다.

## 음반 목록

### 정규 음반
- Nymph (2022)

### EP
- Cruel Practice (2018)
- Alias (2020)
- Nymph in the Wild (2023)